# Carolyn Conwell
Carolyn Conwell (Chicago, 16 mei 1930 – waarschijnlijk Long Beach, Californië, 22 oktober 2012) was een Amerikaans actrice.
Ze speelde kleine rolletjes tot ze meer bekend werd voor haar rol als Mary Williams in The Young and the Restless. In 2003 verdween haar personage langzaam uit de serie met nog een gastoptreden op Moederdag in 2004.

## Filmografie
- Torn Curtain - boerin (1966)
- The Monroes - Mary Larson (1967, 1 afl.)
- The Big Valley - Idanell Bowles (1967) en Mrs. Wiggins (1968)
- The Boston Strangler - Imgard DeSalvo, echtgenote van seriemoordenaar Albert DeSalvo (1968)
- The Magnificent Seven Ride - Martha (1972)
- The Quest - Luana (1976, 1 afl.)
- Lou Grant - Mrs Pratt (1978, 1 afl.)
- Little House on the Prairie - Bess Slade (1979, 1 afl.)
- The Young and the Restless - Mary Williams (1981-2004)